# Вернер Манг
Вернер Лотар Манг (нар. 4 вересня 1949, Ульм, Німеччина) — німецький ЛОР-лікар, який працює у галузі естетичної хірургії. Має подвійне громадянство: німецьке та швейцарське. Набув міжнародної популярності завдяки пластичним операціям, проведених на знаменитостях.

## Життя та вплив
Вернер Манг народився в Ульмі у 1949 році у сім'ї керівника лісовим господарством і виріс у Ліндау на Боденському озері. Після відвідування початкової школи він закінчив місцеву гімназію у 1968 році.
Вивчав медицину у Мюнхенському технічному університеті. Під час навчання Манг познайомився з Іво Пітангі з Ріо-де-Жанейро, піонером у галузі пластичної хірургії. У 1974 році він закінчив навчання і того ж року здобув докторський ступінь у Мюнхенському технічному університеті.
У 1980 році Манг став спеціалістом з лікування захворювань вух, носа та горла. Потім перейшов у галузь пластичної хірургії та з 1982 року працював старшим лікарем у клініці при Мюнхенському технічному університеті під керівництвом Вернера Шваба. У 1984 році захистив докторську дисертацію на тему «Плоскоклітинний рак піднебінної мигдалини та його вплив на імунологічну систему людини». У 1989 році Манг заснував власну клініку у Ліндау, медичним директором якої він є.
У 1987 році заснував Німецьке товариство естетичної медицини, в якому обіймав посаду президента протягом дванадцяти років. З 2007 до 2012 рік він був генеральним директором і медичним директором групи клінік Mang Medical One.
Манг був одним із перших лікарів у Німеччині, який зробив пластичні операції, і завдяки цьому він досяг широкої суспільної популярності. Він — автор кількох книг і деякий час продавав серію косметичних продуктів через телемагазин. Його публічні виступи часто стають предметом висвітлення у ЗМІ. Крім того, Манг знімався у різних документальних фільмах, інтерв'ю та токшоу.
Манг купив понад десяток старих міських будинків у Ліндау через Фонд родини професора Манга та відремонтував їх. У 2012 році Манг придбав середньовічний замок Альтенбург неподалік Фельдкірхен-Вестерхам, щоб створити там спеціалізовану психосоматичну клініку. У 2015 році він продав замок інвестору з Казахстану.

### Соціальне життя
Манг є головою Фонду професора Манга, який займається операціями дітям із соціально незахищених сімей. Жертви насильства також проходять лікування. 2012 Манг прооперував непальського хлопчика з великою пухлиною на обличчі через яку не міг говорити. Протягом восьмигодинної операції пухлина була повністю видалена, а потім відновлено обличчя. Манг також уже багато років дбає про жертв катастрофи під час авіашоу Рамштайн, безкоштовно виконуючи операції з відновлення обличчя. Манг є спонсором проєкту «Роби добро добром» та членом клубу «Королівське рибальство на допомогу дітям», який захищає потреби соціально незахищених дітей.

## Нагороди
- 2003: Почесний президент Німецького товариства естетичної медицини[15]
- 2007: Медичнога видавництво Springer, Гайдельберг[16]
- 2011: Премія Health Media за справу всього його життя[17]
- Почесна професура Росії[18]

## Членство
- Американське товариство пластичної хірургії обличчя
- Канадське товариство пластичної хірургії обличчя
- Голова Всесвітнього товариства естетичної хірургії (WASS)
- Почесний член Іспанського товариства естетичної медицини.
- Член Німецького товариства пластичної та реконструктивної хірургії.
- Президент Міжнародного товариства естетичної медицини
- Президент-засновник Німецького товариства естетичної хірургії
- Член Баварського товариства хірургії[19]

## Клініка Бодензеє

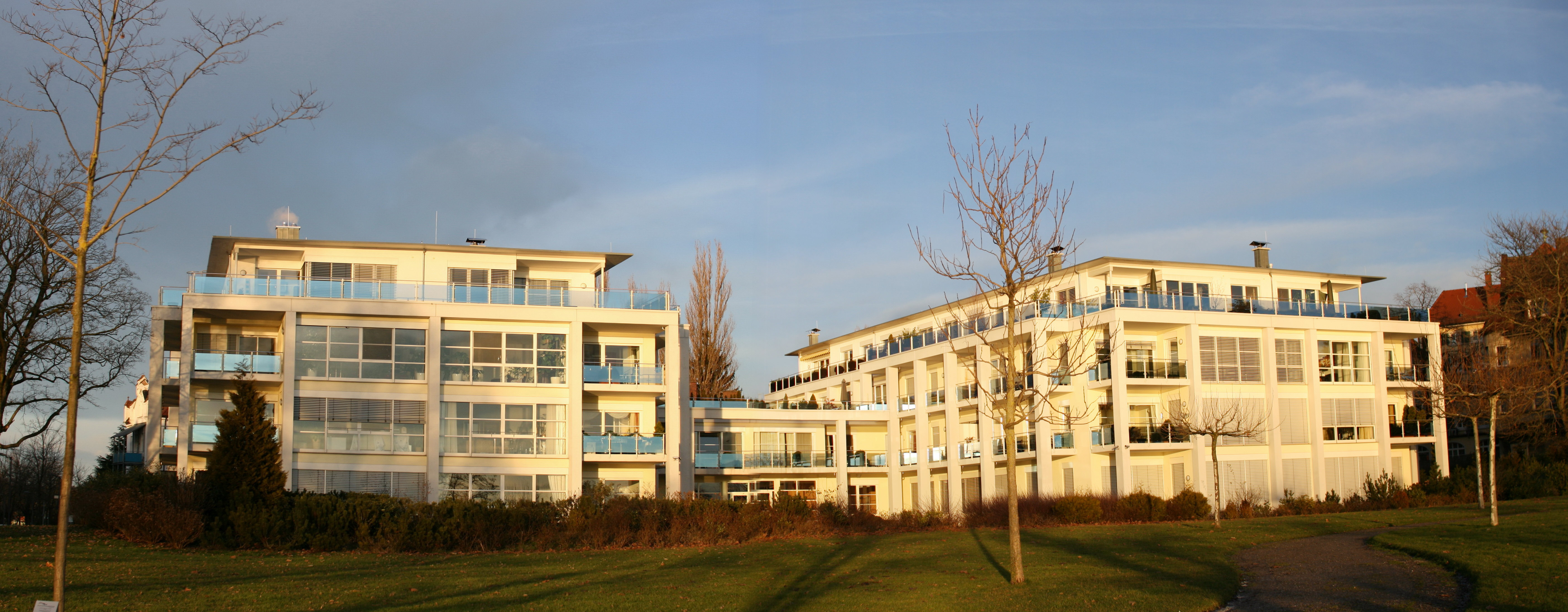
Клініка Бодензеє у Ліндау

Невелика приватна клініка, заснована у 1990 році у Ліндау. У 2000 році почалось будівництво нової будівлі за 25 мільйонів євро. Будівля на березі Боденського озера у парковій зоні була передана за призначенням у 2003 році як спеціалізована клініка пластичної та естетичної хірургії. Щорічно у цій клініці проводиться від 2000 до 3000 косметичних операцій.

## Вибіркові публікації
- з Йоганнесом Бішко: Die Meridiane Yin und Yang sowie die Lage und Bedeutung ihrer Haupt-, Spezial-, Reunions-, Kardinal- und Meisterpunkte. Biologisch-Medizinische Verlags-Gesellschaft, 1979, ISBN 3921988233
- Modifikationen bei der Anthelixplastik und der Nasenkorrektur sowie Möglichkeiten der Kollagen-Injektion. Laryng Rhinol Otol, 1985.
- Technik und Ergebnisse der Behandlung mit injizierbarem Kollagen. In: Helmut Heinrich Wolff, Wilfried Schmeller (ред.) Fehlbildungen Nävi Melanome (Fortschritte der operativen Dermatologie, Bd. II.) Springer, Berlin/Heidelberg 1985, ISBN 978-3-540-15713-7.
- Zyderm Kollagen-Implantat. Eine sinnvolle Ergänzung in der ästhetischen Kopf-Hals-Chirurgie? In: Gerhard Pfeifer (ред.) Die Ästhetik von Form und Funktion in der plastischen und Wiederherstellungschirurgie. Springer, 1985, ISBN 3-540-15829-4.
- Injizierbares Kollagen — eine neue Behandlungsmethode zur Korrektur ästhetisch störender Altersveränderungen. Früh- und Spätergebnisse. In: Hellmut Neubauer (ред.) Plastische- und Wiederherstellungschirurgie des Alters. Springer, 1986, ISBN 3-540-16285-2.
- Ästhetische Gesichtschirurgie. In: Johann Odar (ред.) Techniken und Methoden der modernen Medizin. Steinkopff-Verlag, Darmstadt 1990, ISBN 978-3-7985-0818-7.
- Fehler und Gefahren bei ästhetischen Nasenkorrekturen. In: Hans-Joachim Neumann (ред.) Ästhetische und plastisch-rekonstruktive Gesichtschirurgie. Einhorn-Presse-Verlag, Reinbek 1993, ISBN 3-88756-524-X.
- mit Rahim Rahmanzadeh: Funktionell ästhetische Septorhinoplastiken. In: Rahim Rahmanzadeh, Eike-Eric Scheller (ред.) Alloplastische Verfahren und mikrochirurgische Maßnahmen. Einhorn-Presse, Reinbek 1994, ISBN 3-88756-481-2.
- як ред.: Ästhetische Chirurgie. Einhorn-Presse, Reinbek 1996, ISBN 3-88756-527-4.
- Manual of Aesthetic Surgery 1. Springer, Heidelberg 2002, ISBN 978-3-540-66512-0.
- Manual of Aesthetic Surgery 2. Springer, Heidelberg 2005, ISBN 978-3-540-66553-3.
- Schönheit maßgeschneidert. Alles über Schönheitsoperationen. Econ, Berlin 2005, ISBN 978-3-540-66553-3.
- Mein Schönheitsbuch. Die Wahrheit — Haifischbecken Schönheitschirurgie. Trias, Stuttgart 2006, ISBN 3-8304-3133-3.
- Tipps und Tricks für den ästhetisch-plastischen Chirurgen. Springer, Heidelberg 2007, ISBN 3-540-28409-5.
- Verlogene Schönheit: Vom falschen Glanz und eitlen Wahn. C. Bertelsmann Verlag, München 2009, ISBN 978-3-570-10018-9.
- Das wird ja immer schöner … Autobiografie eines Schönheitschirurgen. Aufgezeichnet von Thomas Schneider, Orell Füssli, Zürich 2016, ISBN 978-3-280-05581-6.
- Iss dich schön! Pescetarier — die neue Lebensart. HOWTO mit Prof. Mang. Molino Verlag, Leonberg 2022, ISBN 978-3-948696-24-5.